# تولدت مبارک (فیلم ۱۳۹۲)
تولدت مبارک فیلمی به کارگردانی و نویسندگی سمیه زارعی‌نژاد و تهیه‌کنندگی انسیه جهان‌آرا محصول سال ۱۳۹۲ است.

## خلاصه داستان
این فیلم دربارهٔ مریم، کودکی هفت ساله است که به دلیل شرایط خانوادگی وارد راه‌های جدیدی در زندگی می‌شود. مریم کودکی اهل کتاب و کتابخوانی است و برای هر کاری راهی جدید انتخاب می‌کند.

## بازیگران
- اکبر عبدی
- محمدرضا فروتن
- مبینا مرتضوی
- محبوبه بیات
- نسرین نکیسا
- نیما سیدی